# 사벨리우스주의
사벨리우스주의(Sabellianism)는 사벨리우스에 의해 주장된 이단의 한 종류이다.  양태론적 단일신론(양식적 단일신론)로 불린다. 성부, 성자, 성령의 세 각각의 태를 갖고 있으며, 신의 유일성을 주장한다. 그리스도가 오직 신성만을 가지고 있으면, 육체를 가짐을 부인한다.  이것은 요한복음 1장 14절, 디모데전서 3장 16절을 부인하는 것이므로 이단에 속하며 하나님의 아들이 육체로 오심 즉 성육신에 반하므로 또한 이단이다. 니케아 신경에서 '그는 하나님으로부터 나신 하나님이시며, 빛으로부터 나신 빛이시며,  참 하나님으로부터 나신 참 하나님이시고'에서 사벨리우스주의를 반박하였다.

## 같이 보기
- 양자설
- 단일신론